# I.C. Brătianu
I.C. Brătianu község Tulcea megyében, Dobrudzsában, Romániában.

## Fekvése
A település az ország délkeleti részén található, a megyeszékhelytől, Tulcsától hetvenhét kilométerre északnyugatra, a Duna jobb partján, Galați városával szemben.

## Története
Régi török neve Azakli vagy Azarli, románul Zaclău. 1907-ben felvette az I.C. Brătianu nevet, Ion C. Brătianu román miniszterelnök után. A kommunizmus érájában, 1944-től a 23 August nevet viselte, egészen 1996-ig, amikor ismét az I.C. Brătianu nevet vette fel.

## Lakossága
A nemzetiségi megoszlás a következő:
| 2002     | 2002 | 2002   |
| -------- | ---- | ------ |
| Románok  | 1288 | 98,77% |
| Romák    | 15   | 1,15%  |
| Ukránok  | 1    | 0,07%  |
| Összesen | 1304 | 100,0% |